# The Moment (album de Lisa Stansfield)
Pour les articles homonymes, voir The Moment.
Albums de Lisa Stansfield
The Complete Collection
(2003) Seven
(2014)
Singles
1. Easier
Sortie : 4 octobre 2004
2. Treat Me Like a Woman
Sortie : 14 février 2005
3. If I Hadn't Got You
Sortie : 20 juin 2005
4. He Touches Me
Sortie : 2 décembre 2005

The Moment est le sixième album studio de Lisa Stansfield, sorti le 27 septembre 2004.
L'album s'est classé 57e au UK Albums Chart et a été certifié disque d'or en Allemagne.

## Liste des titres
| No  | Titre                 | Auteur                                                                      | Durée |
| --- | --------------------- | --------------------------------------------------------------------------- | ----- |
| 1.  | Easier                | Fiona Renshaw, Andy Wright                                                  | 4:38  |
| 2.  | Treat Me Like a Woman | Kara DioGuardi, George Hammond-Hagan, John Hammond-Hagan, Layla Manoochehri | 3:59  |
| 3.  | When Love Breaks Down | Paddy McAloon                                                               | 4:18  |
| 4.  | Say It to Me Now      | Glen Hansard, The Frames                                                    | 4:47  |
| 5.  | He Touches Me         | Lisa Stansfield, Ian Devaney, Richard Darbyshire                            | 4:36  |
| 6.  | Lay Your Hands on Me  | Thom Hardwell, Ian Morrow                                                   | 4:17  |
| 7.  | The Moment            | Stansfield, Devaney, Darbyshire, Horn                                       | 4:50  |
| 8.  | f I Hadn't Got You    | Chris Braide, Chris Difford                                                 | 4:47  |
| 9.  | Take My Heart         | Stansfield, Devaney, Darbyshire, Lucinda Barry                              | 4:37  |
| 10. | Love Without a Name   | Stansfield, Devaney, Darbyshire                                             | 3:58  |
| 11. | Takes a Woman to Know | Terry Britten, Charlie Dore                                                 | 3:39  |